# União (Piauí)

Ubicación de União en Piauí.

União (Unidad) es un municipio del estado de Piauí, Brasil. Se encuentra en una latitud 04 º 35'09" sur y longitud 42 ° 51'51" Oeste, con una altitud de 52 metros. Su población en 2009 se estimó en 43.135 habitantes. Tiene una superficie de 1,173.447 km ².